# Prisen
|  | Denne artikel er oprettet af botten PalnaBot ud fra en ekstern database. Den kan derfor have sproglige fejl eller mangler. Denne skabelon kan fjernes efter kontrol af indholdet. |

Prisen er en kortfilm fra 2001 instrueret af Jens Mikkelsen efter manuskript af Dunja Gry Jensen.

## Handling
Da stjernepsykologen John Lykken får besøg af døden, som giver ham 24 timer til at tage afsked, får han med ét mægtig travlt. Johns karriere er på sit højeste og han står netop samme aften over for, at skulle modtage en meget prestigefyldt pris. For John bliver det magtpåliggende at nå at lave et barn på sin unge kæreste Freja inden døgnet er omme. Forgæves forsøger han at tigge, tvinge og trygle hende til at makke ret, men først da John formår at vælge kærligheden frem for sit store ego, får han det, han ønsker og mere til og John kan nu møde døden med ro i sjælen. Men skæbnen har endnu et par overraskelser i baghånden inden tæppefald. Og måske er prisen for Johns sjælfred endnu højere end han drømmer om?